# Пир Клеопатры (картина Йорданса)
«Пир Клеопатры» — картина фламандского художника Якоба Йорданса из собрания Государственного Эрмитажа.
Картина иллюстрирует эпизод, описанный Плинием Старшим в «Естественной истории» (книга IX, глава LVIII): Клеопатра поспорила с Марком Антонием, что она сумеет за один обед проесть десять миллионов сестерциев. Во время обеда ей подали кубок с уксусом, в котором она растворила огромную драгоценную жемчужину и выпила содержимое кубка. Луций Мунаций Планк, судивший спор, объявил Клеопатру победительницей.
Вверху, в центре, имеется слаборазличимая подпись художника и дата: J Jor. 1653.
Как следует из подписи, картина написана в 1653 году и, вероятно, является парной к картине Йорданса «Смерть Клеопатры», находящейся в Кассельской картинной галерее. Ранняя история картины неизвестна, в Эрмитаж она поступила в 1937 году из Государственного музейного фонда, в котором аккумулировались и в последующем распределялись по музеям произведения искусства, конфискованные у частных лиц после Октябрьской революции. Выставляется в здании Нового Эрмитажа в зале 248.
С большой долей вероятности «Пир Клеопатры» вместе с картиной из Кассельского музея принадлежал некоему Джакомо Антонио Каренна — оба произведения упомянуты в его завещании от 9 марта 1669 года как картины из серии «История Клеопатры».
Заведующая сектором живописи XIII—XVIII веков отдела западноевропейского искусства Государственного Эрмитажа Н. И. Грицай, описывая картину, отмечала:

Обладая всеми особенностями, присущими декоративным работам Йорданса, эта картина отражает … одну из важнейших тенденций его позднего творчества — склонность к усложнению смыслового содержания…, выразившуюся в насыщении их разнообразными символическими и аллегорическими элементами. …Не случайно, например, Йорданс ввёл в композицию шута, с усмешкой указывающего на Клеопатру и этим жестом словно подчёркивающего всю нелепость поступка царицы.